# David Wrench
David Wrench (ur. 27 listopada 1936 w Northwich, zm. 18 czerwca 2018 w Durston) – angielski rugbysta, reprezentant kraju.
Grał dla uniwersyteckich zespołów Leeds University i Cambridge University, a także w klubach Sandbach RUFC, Winnington Park RFC, Wilmslow RUFC, Harlequin F.C., w drużynie hrabstwa Cheshire oraz dla Barbarians. W Pucharze Pięciu Narodów 1964 rozegrał dwa spotkania dla angielskiej reprezentacji.
Uczęszczał do Sandbach School, University of Leeds (BSc w dziedzinie chemii) i Christ’s College wchodzącego w skład Uniwersytetu w Cambridge, który ukończył z tytułem Master of Arts. Pracował w Procter & Gamble, a następnie jako nauczyciel, był również radnym w Wellington i Taunton Deane. Żonaty z Audrey, trzech synów i córka.